# Бранка Брчкало
Бранка Брчкало (Пале, 28. фебруар 1958) књижевник је и професор на Универзитету у Источном Сарајеву.

## Биографија
Бранка Брчкало рођена је 28. фебруара 1958. године у Палама.
Основну школу завршила је у Палама, а гимназију у Сарајеву. Филозофски факултет, Одсјек историја југословенских књижевности и српскохрватски језик уписала је 1977. а завршила 1981. године у Сарајеву. Постдипломске студије методике наставе српског језика уписала је 1999. a завршила 2001. године, на Педагошком факултету у Бијељини, гдје је и магистрирала 2003. године с темом Методички приступ лирској пјесми у основној школи. Докторску дисертацију Методички приступ приповједачком дјелу Петра Кочића одбранила је 2006. године на Филозофском факултету у Палама.
Од 2000. године сарадник је у настави на Филозофском факултету у Палама. У звање вишег асистента изабрана је 2006. године, а у звање доцента 2007. године, за наставни предмет Методика наставе језика и књижевности. У звање ванредног професора изабрана је 2011. године и сада ради као наставник за ужу научну област Методика наставе српског језика и књижевности на Филозофском факултету Пале, на основним и мастер студијама.
Радове је излагала на 16 међународних научних скупова. Била је ментор за израду око 60 дипломских и завршних радова, као и два мастер рада и члан комисије за одбрану четири магистарска и једног докторског рада. Аутор је три књиге и 30 научних радова.